# Pterocaesio tile
Cá đỏ củ (Danh pháp khoa học: Pterocaesio tile) là một loài cá biển trong chi cá tầm bì/cá miền (Pterocaesio) của họ cá miền/cá củ (Caesionidae) thuộc Bộ cá vược (Perciformes), loài cá này phân bố ở các vùng nước thuộc Ấn Độ Dương-Thái Bình Dương, Đông Phi. Ở Việt Nam, chúng phân bố trong các vùng nước thuộc Biển Đông gần quần đảo Hoàng Sa. Cá đỏ củ là một loài cá có hình dạng nhỏ như củ khoai lang, màu đỏ tươi được các tàu cá đi Hoàng Sa khai thác gọi là cá đỏ củ. Chúng có kích cỡ khoảng 80-350gr, chiều dài thân khoảng 25 cm (9.8 in), sống ở độ sâu 60 m (200 ft), ăn các loại sinh vật phù du.

## Trong ẩm thực
Đây là một trong những loài có chất thịt mềm, ngọt, dai, ngon, bên cạnh đó thịt còn có mùi thơm và khi thưởng thức thì có độ béo và là một loài cá có chất thịt ngon và được khá nhiều người ưa chuộng. Thường thì người ta lóc lấy thịt cá ra khỏi xương rồi nhào lại cho nhuyễn, dùng để ăn gỏi, làm chả đơn giản. Loài cá này thường được dùng để chiên xù, nướng với muối ớt xanh, là một trong những món được chế biến. Theo truyền thống, từ những mẻ cá đỏ củ được đánh bắt từ ngư trường Hoàng Sa. Đây cũng là món ăn ngay trên thuyền khi đang ra khơi được nhiều ngư dân làm tại chỗ
Những ngày cuối năm, làng chả cá Định Tân ở xã Bình Châu, Bình Sơn, tỉnh Quảng Ngãi hối hả vào vụ làm chính cho ra nhiều mẻ chả cá. Công đoạn đầu tiên là chọn cá, xẻ bụng cá và róc xương ra khỏi thân cá. Sau đó dùng muỗng cào phần thịt cá ra làm nguyên liệu, da và xương, đầu, ruột cá được bán cho người nuôi cá bớp, nuôi heo. Màu đỏ hồng tươi tự nhiên của thịt cá là nguyên liệu làm món chả ngon mà không cần đến phẩm màu hay các gia vị khác. Cá sau khi được nạo có màu đỏ hồng tươi, Sau khi lóc thịt, chả cả được đóng bao, làm đông chờ đến xưởng xay chả. Chả cá sau khi được xay có hình dạng sợi mỏng. Chả cá sau khi được đưa vào máy đánh và được đóng gói thành chả cá tươi thành phẩm. 